# Cultura de Bélgica
Arquitectura y escultura: La arquitectura art nouveau tiene grandes representantes belgas: Victor Horta, Gustave Serrurier-Bovy, Joseph Diongre, Henry Clément van de Velde y Paul Hankar.

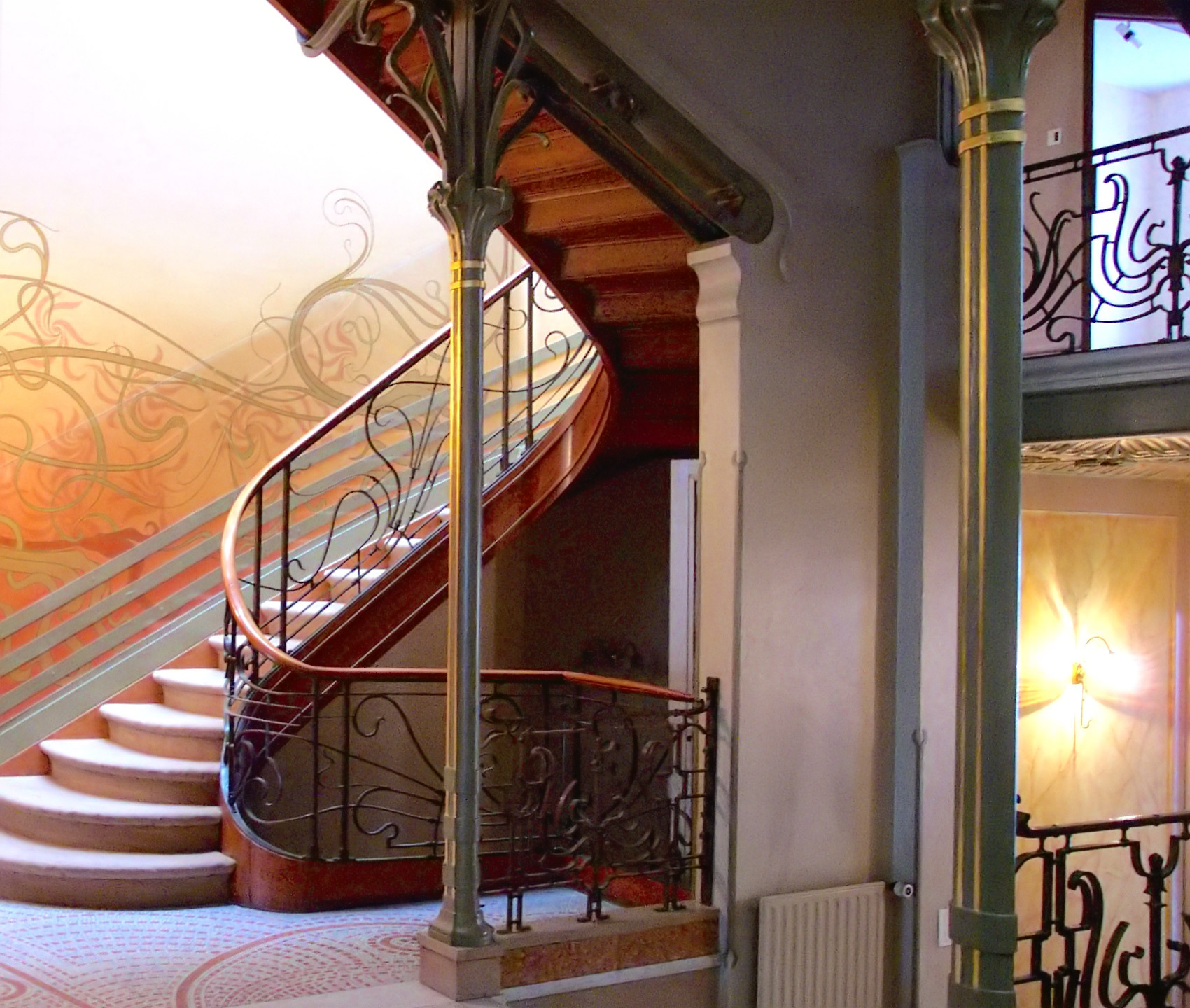
Escalera del Hotel Tassel en Bruselas.

## Pintura
Bélgica también ha dado pintores reconocidos universalmente en diversas épocas como René Magritte, Paul Delvaux, Guy Huygens, James Ensor, Félicien Rops o Léon Spilliaert.

## Música
Belle Pérez, Jacques Caba Brel, Natacha Atlas, Salvatore Adamo, Axelle Red, Mauranel, Lara Fabian, Andy Cordy, Arno, Sarah Bettens, dEUS, Soulmax, Hooverphonic, Front 242, Kate Ryan, Laïs, Ambrozijn, Stromae, The Neon Judgement, A Split Second y Signal Aout 42.

## Cine
A partir de 1797, Étienne Robertson, un científico y artista, presentó la linterna mágica, llamada "Fantascope". Con este aparato que permite a las sombras proyectadas cambiar de forma gracias a embriones de movimiento, presenta fantasmagorías que hacen sensación.
En la actualidad o el pasado reciente se puede citar a André Delvaux, los hermanos Dardenne, Agnès Varda o Jaco van Dormael.

## Historieta belga
Bélgica y su capital Bruselas es uno de los centros de producción más importantes de Europa en cuanto a la producción de historietas se refiere. Hergé y Tintín (Kuifje en neerlandés), son conocidos mundialmente pero hay que citar a Edgar P. Jacobs (Blake y Mortimer), Peyo (Los pitufos) o André Franquin (Gaston Lagaffe, y Spirou y Fantasio), Philippe Geluck (Le Chat), Jean-Claude Servais, François Schuiten (Urbicande, Les Cités Obscures y Le Labyrinthe). Comanche y Lucky Luke, son algunas de sus series más conocidas.

## Gastronomía
La gastronomía está muy influenciada por la cocina francesa, y también se dice a menudo de los belgas que es una nación de Gourmands en vez de Gourmets que se puede traducir que prefieren la «gran cocina» en vez de la fine cuisine. En realidad esto se traduce en que es una cocina de «grandes porciones» y de gran calidad. La palabra Gourmandise proviene originariamente de ‘glotón’, pero ha sido interpretada con otro significado en Francia (el término todavía es usado hoy en día, aunque con tintes un poco arcaicos). Es un dicho que en Bélgica se sirve la cantidad de comida de Alemania y la calidad de Francia.